# I Guess It's Love?
I Guess It's Love? (stilizzato come I GUESS IT'S LOVE?) è un singolo del rapper australiano The Kid Laroi pubblicato il 24 febbraio 2023 dalla Columbia.

## Tracce
Testi di Charlton Howard, Michael "Finatik" Mule, Simon Christensen, William Walsh, Isaac "Zac" De Boni, Nicco "Neek" Catalano, Sam Dees, musiche di Charlton Howard, Michael Mule, Isaac De Boni, Nicco Catalano.
1. I Guess It's Love? – 2:17